# Liste der Stolpersteine in Weinheim

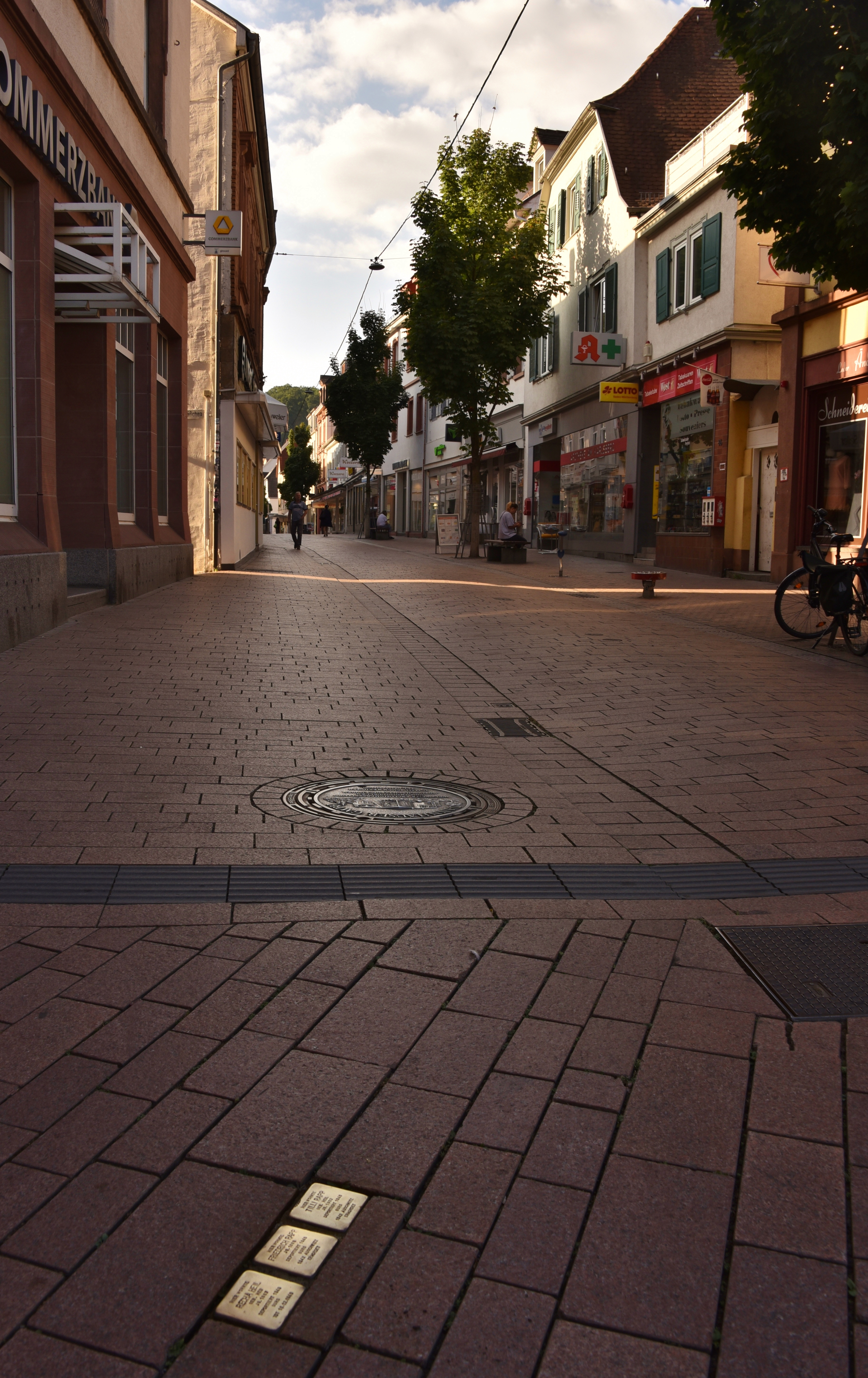
Stolpersteine in Weinheim

Die Liste der Stolpersteine in Weinheim enthält die Stolpersteine in Weinheim, die an das Schicksal der Menschen dieser Stadt erinnern, die während der Zeit des Nationalsozialismus vom NS-Regime ermordet, deportiert, vertrieben oder in den Suizid getrieben wurden.
Die ersten Verlegungen in Weinheim erfolgten 2006.

## Verlegte Stolpersteine
In Weinheim wurden 45 Stolpersteine verlegt. 
| Stolperstein | Inschrift | Verlegeort                         | Name, Leben |
| ------------ | --- | ---------------------------------- | --- |
|              | HIER WOHNTE KAROLINA ALTSTÄDTER GEB. HIRSCH JG. 1893 DEPORTIERT 1940 GURS — 1942 AUSCHWITZ ERMORDET                             | Tannenstraße 13                    | Karolina Altstädter, geborene Hirsch, wurde am 2. Mai 1893 in Hillesheim geboren. Am 25. Oktober 1923 heiratete sie den Mehl- und Getreidehändler Ludwig Altstädter aus Weinheim und zog zu ihm. Das Ehepaar wohnte in der Tannenstraße 13 und bekam 1930 einen Sohn, Kurt. Am 22. Oktober 1940 wurden Karolina, Ludwig und Kurt Altstädter in das Camp de Gurs deportiert, ein Konzentrationslager im Südwesten Frankreichs. Karolina Altstädter und ihr Mann wurden am 4. November 1942 in das Vernichtungslager Auschwitz überstellt und in der Folge ermordet. Ihr Sohn konnte die Shoah überleben. Er emigrierte 1945 nach Chile und starb dort im Juni 2011. |
|              | HIER WOHNTE LUDWIG ALTSTÄDTER JG. 1892 DEPORTIERT 1940 GURS — 1942 AUSCHWITZ ERMORDET                                           | Tannenstraße 13                    | Ludwig Altstädter wurde am 2. Mai 1893 in Weinheim geboren. Seine Eltern waren Levi Altstädter (1862–1933), ein Handelsmann für Getreide und Mehl, und die Hausfrau Rosa Altstädter, geborene Hessel (1872–1943). Er hatte zwei Brüder und zwei Schwestern. Ludwig Altstädter wurde wie sein Vater ebenfalls Mehl- und Getreidehändler. Am 25. Oktober 1923 heiratete er Karolina Hirsch aus Hillesheim. Das Ehepaar wohnte in der Tannenstraße 13 und bekam 1930 einen Sohn, Kurt. Am 22. Oktober 1940 wurden Ludwig, Karolina und Kurt Altstädter in das Camp de Gurs deportiert, ein Konzentrationslager im Südwesten Frankreichs. Ludwig Altstädter und seine Frau wurden am 4. November 1942 in das Vernichtungslager Auschwitz deportiert und in der Folge ermordet. Seine Mutter wurde in das Konzentrationslager Theresienstadt deportiert und kam dort am 28. Januar 1943 um. Beide Schwestern wurden vom NS-Regime ermordet, Bertha (verheiratete Strauss) in Majdanek, Lucie (verheiratete Zeilberger) in Litzmannstadt/Łódź. Sein Sohn konnte die Shoah überleben. Er emigrierte 1945 nach Chile, heiratete, war als Kaufmann tätig und starb dort im Juni 2011. |
|              | HIER WOHNTE ARTHUR AUERBACHER JG. 1898 DEPORTIERT 1942 IZBICA ?                                                                 | Hauptstraße 17                     | Arthur Auerbacher wurde am 17. Juni 1898 in Kippenheim geboren. Seine Eltern waren Maier (Wilhelm) Auerbacher und Frieda, geborene Hoffmann. Er wurde Religionslehrer, Kantor und Vorbeter. Am 28. Dezember 1926 heiratete er Johanna Freund, die in Feudenheim geboren wurde, einem Stadtteil von Mannheim. Das Paar bekam zwei Söhne, Bertold Julius (geboren 1927 in Kippenheim) und Herbert (geboren 1931 in Sinsheim). Im Juli 1934 zog die Familie von Sinsheim nach Weinheim in die Friedrichstraße 12. Fünf Jahre später zog Arthur Auerbacher mit Frau und Söhnen in das Haus Hauptstraße 17. Am 24. April 1942 wurde die ganze Familie verhaftet und zwei Tage später von Stuttgart nach Izbica in Polen deportiert. Arthur Auerbacher, seine Frau und seine Söhne wurden alle im Zuge der Shoah ermordet. |
|              | HIER WOHNTE BERTHOLD JULIUS AUERBACHER JG. 1927 DEPORTIERT 1942 IZBICA ?                                                        | Hauptstraße 17                     | Berthold Julius Auerbacher wurde am 30. November 1927 in Kippenheim geboren. Seine Eltern waren der Religionslehrer, Kantor und Vorbeter Arthur Auerbacher und Johanna, geborene Freund. Die Familie zog nach Sinsheim, wo 1931 sein einziger Bruder, Herbert, geboren wurde. Im Juli 1934 zog die Familie von Sinsheim nach Weinheim in die Friedrichstraße 12. Fünf Jahre später zog Familie Auerbacher in die Hauptstraße 17. Am 24. April 1942 wurde die ganze Familie verhaftet und zwei Tage später von Stuttgart nach Izbica in Polen deportiert. Berthold Julius Auerbacher, seine Eltern und sein Bruder haben die Shoah nicht überlebt. |
|              | HIER WOHNTE HERBERT AUERBACHER JG. 1931 DEPORTIERT 1942 IZBICA ?                                                                | Hauptstraße 17                     | Herbert Auerbacher wurde am 21. September 1931 in Sinsheim geboren. Seine Eltern waren der Religionslehrer, Kantor und Vorbeter Arthur Auerbacher und Johanna, geborene Freund. Sein Vater stammte aus Kippenheim, seine Mutter aus Feudenheim. Er hatte einen älteren Bruder Berthold Julius, geboren 1927. Im Juli 1934 zog die Familie von Sinsheim nach Weinheim in das Haus Friedrichstraße 12. Fünf Jahre später zog Familie Auerbacher in das Haus Hauptstraße 17. Am 24. April 1942 wurde die ganze Familie verhaftet und zwei Tage später von Stuttgart nach Izbica in Polen deportiert. Herbert Auerbacher, seine Eltern und sein Bruder haben die Shoah nicht überlebt. |
|              | HIER WOHNTE JOHANNA AUERBACHER GEB. FREUND DEPORTIERT 1942 IZBICA ?                                                             | Hauptstraße 17                     | Johanna Auerbacher, geborene Freund, genannt Hanna, wurde am 24. September 1896 in Feudenheim geboren, einem Stadtteil Mannheims. Sie war von Beruf Kindergärtnerin. Am 28. Dezember 1926 heiratete sie Arthur Auerbacher, einen aus Kippenheim stammenden Religionslehrer, Kantor und Vorbeter. Das Ehepaar bekam zwei Söhne, Bertold Julius (geboren 1927 in Kippenheim) und Herbert (geboren 1931 in Sinsheim). Im Juli 1934 zog die Familie von Sinsheim nach Weinheim und bezog das Haus Friedrichstraße 12. Fünf Jahre später zogen sie in das Haus Hauptstraße 17. Am 24. April 1942 wurden alle Familienangehörigen verhaftet und zwei Tage später von Stuttgart nach Izbica in Polen deportiert. Johanna Auerbacher, ihr Mann und ihre Söhne haben die Shoah nicht überlebt. |
|              | HIER WOHNTE BENI BENJAMIN JG. 1862 DEPORTIERT 1940 GURS TOT 29.11.1940                                                          | Wintergasse 59/61 Lützelsachsen    | Beni Benjamin wurde am 9. März 1862 in Lützelsachsen geboren. Seine Eltern waren Moses Benjamin und Guta, geborene Levi. Er hatte fünf Geschwister: Max, Theresa, Hanna, Johanna und Elisa. Er wurde am 22. Oktober 1940 gemeinsam mit seinem Bruder Max und mit Cilly Vollweiler, der Haushälterin, in das Camp de Gurs deportiert und verlor dort am 29. November desselben Jahres sein Leben. Auch sein Bruder wurde Opfer der Shoah. |
|              | HIER WOHNTE DAVID BENJAMIN JG. 1871 DEPORTIERT 1940 GURS TOT 6.12.1940                                                          | Amtsgasse 1                        | David Benjamin wurde am 1. Juli 1871 in Lützelsachsen geboren. Er wurde Textilkaufmann, etablierte sein Geschäft in der Amtsgasse 1 in Weinheim und heiratete 1897 in Worms Emilie Blün. Die Ehe blieb kinderlos, doch wurden im Herbst 1918 seine Schwägerin Luise Lichtenstein und deren zwei Töchter in den Haushalt aufgenommen. Die jüngere Nichte heiratete und emigrierte 1936 nach Palästina, die ältere blieb im Hause. Am 22. Oktober 1940 wurden David Benjamin, seine Ehefrau, Schwägerin und Nichte in das Camp de Gurs deportiert. David Benjamin kam dort nach wenigen Wochen, am 6. Dezember 1942, ums Leben. Seine Ehefrau und seine Schwägerin kamen in ein Altersheim und konnten die Shoah überleben. Die Nichte, Bella Lichtenstein, wurde im August 1942 nach Auschwitz deportiert und in der Folge ermordet. |
|              | HIER WOHNTE EMILIE BENJAMIN GEB. BLÜN JG. 1870 DEPORTIERT 1940 GURS ?                                                           | Amtsgasse 1                        | Adelheid Emilie Benjamin, geborene Blün, wurde am 9. Oktober 1870 in Worms geboren. Sie hatte zumindest eine Schwester, die um vier Jahre jüngere Luise, später verheiratete Lichtenstein. 1897 heiratete Blün in Worms den Textilkaufmann David Benjamin und zog zu ihm nach Weinheim, wo er in der Amtsgasse 1 sein Geschäft führte. Die Ehe blieb kinderlos, doch wurden im Herbst 1918 ihre Schwester und deren zwei Töchter in den Haushalt aufgenommen. Die jüngere Nichte heiratete und emigrierte 1936 nach Palästina, die ältere blieb im Hause. Am 22. Oktober 1940 wurden Emilie Benjamin, ihr Ehemann sowie Schwester und Nichte in das Camp de Gurs deportiert, ein Konzentrationslager im Süden Frankreichs. Ihr Ehemann kam dort am 6. Dezember 1942 ums Leben. Die Schwestern wurden in ein Altersheim in der Gascogne verlegt und konnten dort die Shoah überleben. Ihre Nichte Bella Lichtenstein wurde im August 1942 nach Auschwitz deportiert und in der Folge ermordet. Emilie Benjamin starb am 11. August 1945 im Altersheim von Lombez. Ihre Schwester starb 1961 in Israel. |
|              | HIER WOHNTE MAX BENJAMIN JG. 1858 DEPORTIERT 1940 GURS TOT 3.12.1940                                                            | Wintergasse 59/61 Lützelsachsen    | Max Benjamin wurde am 14. Mai 1856 in Lützelsachsen geboren. Seine Eltern waren Moses Benjamin und Guta, geborene Levi. Er hatte fünf Geschwister: Beni, Theresa, Hanna, Johanna und Elisa. Er wurde am 22. Oktober 1940 gemeinsam mit seinem Bruder Beni und mit Cilly Vollweiler, der Haushälterin, in das Camp de Gurs deportiert und kam dort am 3. Dezember desselben Jahres, nur wenige Tage nach seinem Bruder, ums Leben. |
|              | HIER WOHNTE SIGMUND BRÜCKMANN JG. 1875 DEPORTIERT 1940 GURS 1941 RÉCÉBÉDOU 1941 CAMP DE MILLES 1942 NEXON TOT 22.1.1943         | Hauptstraße 89                     | Sigmund Brückmann wurde am 3. April 1875 in Mainz geboren. Seine Mutter hieß Karolina. Er erlernte den Beruf des Tapezierers und Polsterers und erlangte den Meistertitel. Brückmann wohnte in Darmstadt und zog Anfang April 1900 nach Weinheim. Er heiratete Jettchen/Settchen Schellenberg, die aus Godelau stammte. Das Paar bekam zwei Kinder, Irene Mina (geboren 1905) und Norbert (geboren 1910). Die Familie wohnte durchgehend von 1900 bis zur Emigration bzw. Deportation im Haus Hauptstraße 89. Seine Tochter heiratete den Kaufmann Siegfried Heinemann und bekam mit ihm zwei Söhne, sie emigrierten 1936 nach Mailand. Norbert Brückmann emigrierte 1934 nach Florenz. Am 22. März 1938 starb seine Frau. Zweieinhalb Jahre später, am 22. Oktober 1940, wurde Sigmund Brückmann abgeholt und in das Camp de Gurs deportiert, ein Konzentrationslager am Fuße der Pyrenäen. Es folgten Internierungen in Récébédou (einem Vorort von Toulouse), im Camp des Milles (bei Aix-en-Provence) und ab Oktober 1942 im Camp de Nexon. Sigmund Brückmann kam dort am 22. Januar 1943 ums Leben. Beide Kinder, der Schwiegersohn und die Enkelsöhne konnten die Shoah überleben. Sie flüchteten rechtzeitig von Italien in die USA. |
|              | HIER WOHNTE RECHA HEIL GEB. NEU JG. 1867 DEPORTIERT 1940 GURS TOT 16.12.1940                                                    | Hauptstraße 63                     | Recha Heil, geborene Neu, wurde am 17. August 1867 in Lützelsachsen geboren. Sie war die Tochter von Abraham I. Neu und Zerlina, geborene Rapp. Am 13. Juli 1891 heiratete sie in Isaak Heil. Das Paar bezog eine Wohnung im Haus Hauptstraße 51 und bekam zwei Töchter, Tilli (geboren 1902), später verheiratete Rapp, und Cornelia, später verheiratete Neumann. Anfang Oktober 1906 zog die Familie in das Haus Hauptstraße 63, wo Recha Heil bis zu ihrer Deportation wohnen sollte. Am 22. Oktober 1940 wurde sie gemeinsam mit ihrer Tochter Tilli und dem Schwiegersohn in das Camp de Gurs deportiert, ein Konzentrationslager im Süden Frankreichs. Dort kam Recha Heil am 16. Dezember 1940 ums Leben. |
|              | HIER WOHNTE BETTY HIRSCH GEB. HERZOG JG. 1879 DEPORTIERT 1940 GURS 1942 AUSCHWITZ ERMORDET                                      | Müllheimertalstraße 24             | Betty Hirsch, geborene Herzog, wurde am 13. Dezember 1879 in Menzingen im Kreis Bretten geboren. Ihre Eltern waren Gustav und Bertha Herzog. Sie hatte zumindest eine Schwester, Rosa, später verheiratete Hirsch. Am 21. März 1907 heiratete sie in ihrem Heimatort Hermann Hirsch (1873–1940), einen aus Birkenau stammenden Kaufmann. Es war die zweite Ehe von Hermann Hirsch, dessen erste Frau im Jahr zuvor verstorben war. Aus der ersten Ehe stammten drei Kinder, Gustav, Mina und Alma. Nach der Hochzeit lebte das Ehepaar bis Juli 1929 im Hause Hauptstraße 129. Zu den drei Kindern kamen noch fünf weitere hinzu, Bella (1907), Rosa (1909), die allerdings im Kleinkindalter verstarb, Recha (1910), Charlotte (1912) und Hans David (1920). Im Jahre 1929 zog die Familie in das Haus Müllheimertalstraße 24, in dem sie bis zum Tod bzw. bis zur Deportation am 22. Oktober 1940 lebten. Betty Hirsch, zwei ihrer Töchter, Recha Martha Hirsch und Charlotte Kirschbaum, die Enkeltochter Doris, der Schwiegersohn Arthur Kirschbaum sowie ihre Schwester Rosa Hirsch und deren Ehemann Rafael Hirsch wurden am 22. Oktober 1940 in das Camp de Gurs im Südwesten Frankreichs deportiert und 1942 von dort in das Vernichtungslager Auschwitz. Betty Hirsch und alle anderen erwachsenen Familienmitglieder haben die Shoah nicht überlebt. Die damals 8-jährige Doris Hirsch wurde vom französisch-jüdischen Kinderhilfswerk OSE gerettet. Auch zwei Kinder von Betty Hirsch konnten die Shoah überleben: Die älteste Tochter Bella Elsa Sommer war 1939 nach Shanghai geflüchtet. Sie kehrte 1947 nach Deutschland zurück und starb 1985. Der Sohn Hans David Hirsch ging Ende der 1930er Jahre nach Belgien, wurde 1941 in Südfrankreich interniert und später in das Konzentrationslager Buchenwald deportiert. Er wurde von US-amerikanischen Truppen befreit, heiratete, emigrierte 1948 in die USA und bekam einen Sohn. Er starb 1998. |
|              | HIER WOHNTE RAPHAEL HIRSCH JG. 1877 DEPORTIERT 1940 GURS 1942 AUSCHWITZ ERMORDET                                                | Müllheimertalstraße 24             | Raphael Hirsch wurde am 2. Oktober 1877 in südhessischen Birkenau geboren. Seine Eltern waren der Handelsmann David Hirsch (1836–1917) und Susanna Hirsch, geborene Mayer (1842–1926). Er hatte zwei Brüder, Hermann und Sigmund. Am 11. Juni 1908 heiratete er Rosa Herzog, die aus Menzingen stammte. Nach der Hochzeit bezog das Ehepaar eine Wohnung im Hause Müllheimertalstraße 24 in Weinheim, in der sie bis zu ihrer Deportation am 22. Oktober 1940 lebten. Die Ehe blieb kinderlos. Rosa und Raphael Hirsch wurden 1940 in das Lager Camp de Gurs im Südwesten Frankreichs deportiert und 1942 von dort in das Vernichtungslager Auschwitz. Raphael Hirsch und seine Frau haben die Shoah nicht überlebt. |
|              | HIER WOHNTE RECHA MARTHA HIRSCH JG. 1910 DEPORTIERT 1940 GURS 1942 AUSCHWITZ ERMORDET                                           | Müllheimertalstraße 24             | Recha Martha Hirsch wurde am 16. Juni 1910 in Weinheim geboren. Ihre Eltern waren der Kaufmann Hermann Hirsch (1873–1940) und Betty, geborene Herzog (geboren 1879). Sie hatte vier Geschwister, von denen eine Schwester im Kleinkindalter starb, und drei Halbgeschwister. Im Jahre 1929 zog die Familie in das Haus Müllheimertalstraße 24, das letzte frei gewählte Domizil ihrer Eltern. Sie wurde Kinderpflegerin und bekam am 12. Juni 1933 eine uneheliche Tochter, Doris. Der Tabakkaufmann Friedrich Metzger aus Bruchsal bekannte sich zur Vaterschaft, verweigerte aber die Heirat. Ob der „Schande“ warf der Vater sie aus dem Haus. Sie und ihre Tochter wurden von Onkel und Tante im Haus Müllheimertalstraße 24 aufgenommen. Am 22. Oktober 1940 wurden Recha Martha Hirsch, ihre damals siebenjährige Tochter, ihre Mutter, ihre Schwester Charlotte und ihre Tante Rosa sowie deren Ehemänner in das Lager Camp de Gurs deportiert, ein Konzentrationslager im Südwesten Frankreichs. Im Jahr 1941 wurde Doris Hirsch vom französisch-jüdischen Kinderhilfswerk OSE aus dem Lager gerettet. Im Jahr darauf, 1942, wurden Recha Martha Hirsch und alle anderen Familienmitglieder in das Vernichtungslager Auschwitz deportiert und in der Folge ermordet. Im Februar 1989 konnte eine andere Tochter Friedrich Metzgers den Aufenthaltsort von Doris Hirsch herausfinden. Sie hieß nunmehr Doris Kappeler, hatte eine Tochter geboren, sich scheiden lassen und wohnte in Monterey Park in Kalifornien. Im August 1989 kam es zu einer ersten persönlichen Begegnung der Halbschwestern in Deutschland. |
|              | HIER WOHNTE ROSA HIRSCH GEB. HERZOG JG. 1883 DEPORTIERT 1940 GURS 1942 AUSCHWITZ ERMORDET                                       | Müllheimertalstraße 24             | Rosa Hirsch, geborene Herzog, wurde am 14. Dezember 1883 in Menzingen geboren. Ihre Eltern waren Gustav und Bertha Herzog. Am 11. Juni 1908 heiratete sie in ihrem Heimatort Raphael Hirsch, einen Kaufmann, der aus Birkenau stammte. Nach der Hochzeit bezog das Ehepaar eine Wohnung im Hause Müllheimertalstraße 24 in Weinheim, in der sie bis zu ihrer Deportation am 22. Oktober 1940 lebten. Die Ehe blieb kinderlos. Rosa und Raphael Hirsch wurden 1940 in das Camp de Gurs im Südwesten Frankreichs deportiert und 1942 von dort in das Vernichtungslager Auschwitz. Rosa Hirsch und ihr Mann haben die Shoah nicht überlebt. |
|              | HIER ARBEITETE MICHAEL JECK JG. 1882 6. MAI 1933 HAUSDURCHSUCHUNG TOT 6. MAI 1933 AKTENVERMERK: SELBSTMORD UMSTÄNDE NIE GEKLÄRT | Ecke Lindenstraße/Hauptstraße      | Michael Jeck wurde am 4. August 1882 in Nieder-Liebersbach geboren. Er war Lederarbeiter und Gewerkschaftssekretär des Deutschen Lederarbeiterverbandes. Am 2. Mai 1933 wurde das Büro des Lederarbeiterverbandes im „Volkshaus“ durch Nationalsozialisten besetzt und eine nationalsozialistische Fahne gehisst. Es kam zu ersten Verhaftungen und zur Beschlagnahmung des Vermögens der Gewerkschaft. Michael Jeck verlor vier Tage später, am 6. Mai 1933, gegen 17uhr 30 auf dem Speicher des Volkshauses sein Leben, angeblich beging er Selbstmord durch Erhängen, doch sind die Umstände ungeklärt. Möglicherweise wurde er von der SA erhängt oder von dieser zum Selbstmord getrieben. Das Weinheimer Tageblatt unterstellte ihm zwei Tage später Betrug und daraus folgender Selbstmord. Er war das erste Nichtjüdische Opfer Weinheims. |
|              | HIER WOHNTE JULIUS KIEFER JG. 1898 DEPORTIERT 1940 GURS 1942 AUSCHWITZ ERMORDET                                                 | Müllheimertalstraße 24             | Julius Kiefer wurde 10. April 1898 in Hähnlein geboren. Seine Eltern waren Liebmann und Fanny Kiefer. Er hatte drei jüngere Geschwister, Adolf (geboren 1899), Hedwig (1900–1905) und Auguste (geboren 1904). Julius Kiefer wurde Kaufmann, lebte und arbeitete in Darmstadt und blieb unverheiratet. Im Juni 1929 zog er nach Weinheim, dort wohnte er nacheinander in der Annastraße 12, am Frankenweg 7, am Hubbergweg 1, in der Grundelbachstraße 18 und zuletzt ab Juli 1939 in der Müllheimertalstraße 24. Am 22. Oktober 1940 wurde er in das Camp de Gurs im Südwesten Frankreichs deportiert. Julius Kiefer wurde am 31. August 1942 in das Vernichtungslager Auschwitz überstellt, wo er ermordet wurde. Sein Bruder und dessen Ehefrau Edith wurden im April 1942 nach Zamość verschleppt, heute im Südosten Polens gelegen. Beide gelten als verschollen. Das Schicksal der jüngeren Schwester ist ungeklärt. |
|              | HIER WOHNTE CHARLOTTE KIRSCHBAUM GEB. HIRSCH JG. 1912 DEPORTIERT 1940 GURS 1942 AUSCHWITZ ERMORDET                              | Müllheimertalstraße 24             | Charlotte Kirschbaum, geborene Hirsch, wurde am 16. Juni 1912 in Weinheim geboren. Ihre Eltern waren der Kaufmann Hermann Hirsch (1873–1940) und Betty, geborene Herzog (geboren 1879). Sie hatte vier Geschwister, von denen eine Schwester im Kleinkindalter starb, und drei Halbgeschwister. Im Jahre 1929 zog die Familie in das Haus Müllheimertalstraße 24, das letzte frei gewählte Domizil ihrer Eltern. Am 1. Mai 1940 heiratete Charlotte Hirsch in Ludwigshafen Arthur Kirschbaum. Am 22. Oktober 1940 wurden sie und ihr Ehemann, ihre Mutter, ihre Schwester Recha Martha Hirsch und deren damals siebenjährige Tochter Doris, ihre Tante Rosa Hirsch und deren Ehemann in das Camp de Gurs deportiert, ein Konzentrationslager im Südwesten Frankreichs. Das Mädchen wurde vom französisch-jüdischen Kinderhilfswerk OSE gerettet, die vier Frauen und zwei Männer jedoch wurden im Jahre 1942 in das Vernichtungslager Auschwitz deportiert. Charlotte Kirschbaum, ihr Ehemann und alle weiteren nach Auschwitz deportierten Familienangehörigen haben die Shoah nicht überlebt. |
|              | HIER WOHNTE KLAUS-HEINZ KLAUSMANN JG. 1922 FLUCHT 1942 FRANKREICH IM WIDERSTAND TOT 1945                                        | Mühlweg 12                         | Karl-Heinz Klausmann wurde am 6. Mai 1922 in Mannheim geboren. Er wohnte in Weinheim erst am Breitwieserweg 7, ab Juni 1941 am Mühlweg 12. Am 4. Mai 1942 ging er nach Frankreich, wo er sich als Widerstandskämpfer gegen das NS-Regime betätigte. Karl-Heinz Klausmann fiel bei Kämpfen an der Ostgrenze von Frankreich, als Sterbetag wurde der 14. April 1945 in Haute-Provence ermittelt. Ein weiterer Stolperstein zum Gedenken an Karl-Heinz Klausmann wurde in Schriesheim, Mainzer Land 5, verlegt. |
|              | HIER WOHNTE EMMA LEHMANN GEB. GÖTTER JG. 1857 DEPORTIERT 1940 GURS TOT 11.1.1943                                                | Hauptstraße 17                     | Emma Lehmann, geborene Götter, wurde am 28. November 1857 in Ehrstädt im Kreis Sinsheim geboren. Am 4. Oktober 1879 heiratete sie in Weinheim den dort ortsansässigen Viehhändler Gabriel Lehmann (1849–1935). Sie zog zu ihm in das Haus Hauptstraße 17. Am 18. Januar 1885 wurde in Weinheim das einzige Kind des Ehepaares geboren, Friederike. Die Tochter heiratete am 18. Oktober 1906 den Kaufmann Adolf Oppenheimer aus Buchen und zog zu ihm. Zwischen 1907 und 1918 kamen drei Enkelkinder von Emma Lehmann zur Welt - Frieda, Bernhard und Ernst. Am 28. Januar 1935 starb ihr Ehemann. Am 22. Oktober 1940 wurden Emma Lehmann und ihre Tochter in das Camp de Gurs deportiert, ein Konzentrationslager am Fuße der Pyrenäen. Dort wurden sie getrennt. Friederike Oppenheimer wurde am 10. August 1942 in das Vernichtungslager Auschwitz deportiert, Emma Lehmann blieb in Gurs und kam dort am 12. Januar 1943 ums Leben. Die Tochter wurde ebenfalls vom NS-Regime ermordet. Sie wurde in der Nachkriegszeit für tot erklärt. Der Schwiegersohn und beide Enkelsöhne konnten die Shoah überleben. Bernhard und Ernst flüchteten in den Jahren 1935 und 1936 in die USA, Adolf Oppenheimer emigrierte im Mai 1939 nach Kuba. |
|              | HIER WOHNTE BELLA LICHTENSTEIN JG. 1901 DEPORTIERT 1940 GURS - 1942 AUSCHWITZ ERMORDET                                          | Amtsgasse 1                        | Bella Lichtenstein wurde am 1. November 1901 in Frankfurt/Main geboren. Sie hatte eine sechs Jahre jüngere Schwester, Johanna. Am 2. September 1918 zog sie mit ihrer Mutter, Luise Lichtenstein, geborene Blün, und ihrer Schwester nach Weinheim und wohnte bei ihrer Tante und deren Mann im Hause Amtsgasse 1, in welchem ihr Onkel, David Benjamin, ein Textilgeschäft führte. 1936 emigrierte ihre Schwester nach Palästina. Am 22. Oktober 1940 wurde sie gemeinsam mit Mutter, Tante und Onkel in das Camp de Gurs deportiert. Dort verlor wenige Wochen später ihr Onkel sein Leben. Bella Lichtenstein wurde am 12. August 1942 in das Vernichtungslager Auschwitz deportiert, wo sie ermordet wurde. Ihre Mutter und ihre Tante kamen in ein Altersheim und konnten die Shoah überleben. |
|              | HIER WOHNTE LUISE LICHTENSTEIN JG. 1875 DEPORTIERT 1940 GURS ?                                                                  | Amtsgasse 1                        | Luise Lichtenstein, geborene Blün, wurde am 4. Februar 1875 in Worms geboren. Sie hatte zumindest eine Schwester. Sie heiratete am 17. Januar 1901 und bekam zwei Töchter, Bella, geboren am 1. November 1901 in Frankfurt/Main, und Johanna, geboren am 15. Januar 1908 ebendort. Im September 1918 zog sie mit ihren Töchtern zu ihrer Schwester und deren Ehemann David Benjamin, der in Weinheim ein Textilgeschäft führte. Die ältere Tochter blieb unverheiratet, die jüngere heiratete einen Mann namens Vollweiler und emigrierte am 27. Januar 1936 nach Palästina, wo sie sich in Kfar-Schmarjahu ansiedelte. Luise und Bella Lichtenstein, David und Emilie Benjamin wurden am 22. Oktober 1940 in das Camp de Gurs deportiert. Luise Lichtenstein kam von dort in ein Altersheim in Frankreich und konnte die Shoah überleben. Sie starb 1961 in Israel. Ihre Tochter Bella wurde am 12. August 1942 in das Vernichtungslager Auschwitz deportiert und dort ermordet. Ihre Schwester konnte die Shoah überleben, starb jedoch im August 1945 im Altersheim von Lombez. |
|              | HIER WOHNTE HEINRICH LIEBMANN JG. 1875 DEPORTIERT 1940 1944 AUSCHWITZ ERMORDET                                                  | Hauptstraße 97                     | Heinrich Liebmann wurde am 14. November 1875 in Weinheim geboren. Seine Eltern waren Marx Liebmann und Amalie, geborene Odenheimer. Er wohnte bis zu seiner Deportation im Oktober 1940 im Haus Hauptstraße 97 in Weinheim. Am 19. Januar 1905 heiratete Liebmann Betty Dewald, die aus Oppenheim stammte. Das Paar bekam eine Tochter, Annie Irma. Diese heiratete am 24. Oktober 1928 Dr. Richard Ney. Bettie Liebmann starb am 23. Januar 1936 in Darmstadt. Er selbst wurde am 22. Oktober 1940 in das Camp de Gurs im Süden Frankreichs deportiert. Am 20. Mai 1944 wurde er in das Vernichtungslager Auschwitz überstellt, wo er von Vertretern des NS-Regimes ermordet wurde. Heinrich Liebmann wurde mit Wirkung vom 31. Oktober 1940 für tot erklärt. Seine Tochter verließ Weinheim am 6. August 1940 wegen Wegzugs nach Stuttgart. Es gelang ihr am 29. Juni 1941 nach New Jersey in den Vereinigten Staaten zu emigrieren. |
|              | HIER WOHNTE BERTA LINDHEIMER JG. 1861 DEPORTIERT 1940 GURS TOT 4.3.1941                                                         | Weinheimer Straße 25 Lützelsachsen | Berta Lindheimer, geborene Sommer, wurde 29. September 1861 in Lützelsachsen, heute ein Stadtteil von Weinheim, geboren. Der Geburtseintrag lautet auf Babette Sommer. Ihre Eltern waren David Sommer (1812–1875) und Helena, geborene Döllheim (gestorben 1893). Sie hatte sieben Geschwister, von denen sechs älter waren. Zwei ihrer Brüder starben bereits im Kleinkindalter. Sie heiratete einen Mann namens Lindheimer, über den nichts bekannt ist. Am 22. Oktober 1940 wurden sie festgenommen und in das Camp de Gurs deportiert, ein Konzentrationslager am Fuße der Pyrenäen. Berta Lindheimer kam dort am 4. März 1941 ums Leben. |
|              | HIER WOHNTE SALOMON MARX JG. 1892 DEPORTIERT 1940 GURS 1942 AUSCHWITZ ERMORDET                                                  | Friedrichstraße 5                  | Salomon Marx wurde am 10. April 1886 in Rimbach geboren. Sein Vater war Moses Marx. Er wurde Kaufmann und heiratete am 1. November 1920 die Witwe Therese Heumann, geborene Krämer. Seine Frau hatte bereits eine Tochter, das Ehepaar bekam einen gemeinsamen Sohn, Lothar, geboren am 2. September 1921 in Birkenau, wo die Familie bis 1924 lebte. In diesem Jahr zog Salomon Marx mit Frau und Sohn nach Weinheim, wo sie im Hause Friedrichstraße 5 wohnten. Ab 1934 wohnte auch die Stieftochter bei der Familie, 1936 emigrierte sie in die Vereinigten Staaten. Auch der Sohn konnte am 15. September 1938 nach Louisville in den Vereinigten Staaten emigrieren. Das Ehepaar Marx wurde am 22. Oktober 1940 in das Camp de Gurs deportiert. Am 6. November 1942 wurden die Eheleute in das Vernichtungslager Auschwitz überstellt. Salomon Marx und seine Frau wurden vom NS-Regime ermordet, wann und wo ist nicht bekannt. Sie wurden mit Wirkung vom 8. Mai 1945 für tot erklärt. Der Sohn überlebte die Shoah im amerikanischen Exil. Er starb 1996. |
|              | HIER WOHNTE THERESE MARX GEB. KRÄMER JG. 1886 DEPORTIERT 1940 GURS 1942 AUSCHWITZ ERMORDET                                      | Friedrichstraße 5                  | Therese Marx, geborene Krämer, wurde am 7. Februar 1892 in Höchst im Odenwald geboren. In erster Ehe war sie mit Julius Heumann verheiratet. Das Ehepaar bekam eine Tochter, Ruth, später verheiratete Hirsch, geboren am 25. April 1915 in Birkenau, wo die Familie lebte. Der Ehemann starb und die Witwe heiratete am 1. November 1920 den ortsansässigen Kaufmann Salomon Marx. Das Paar bekam einen Sohn, Lothar, geboren am 2. September 1921 in Birkenau. 1924 zog die Familie nach Weinheim in die Friedrichstraße 5. Auch ihre Tochter zog nach Weinheim, wohnte zehn Jahre lang in der Hauptstraße 28. Am 15. Februar 1934 zog die Tochter zu ihrer Mutter und ihren Stiefvater, Ende November 1936 emigrierte sie in die Vereinigten Staaten. Knapp zwei Jahre später, am 15. September 1938, konnte auch der Sohn in die USA flüchten. Das Ehepaar Marx wurde am 22. Oktober 1940 in das Camp de Gurs deportiert. Am 6. November 1942 wurden beide in das Vernichtungslager Auschwitz überstellt. Therese Marx und ihr Mann wurden vom NS-Regime ermordet, wann und wo ist nicht bekannt. Sie wurden mit Wirkung vom 8. Mai 1945 für tot erklärt. Die Kinder überlebten die Shoah im amerikanischen Exil. Der Sohn starb 1996. |
|              | HIER WOHNTE HANNCHEN NEU GEB. REINACH JG. 1882 DEPORTIERT 1940 GURS ?                                                           | Hauptstraße 28                     | Hannchen Neu. geborene Reinach, verwitwete Lehmann, wurde am 3. April 1882 in Sinsheim geboren. Am 30. August 1910 heiratete sie den Weinheimer Handelsmann Max Lehmann und zog zu ihm. Die Hochzeit fand in Sinsheim statt. Das Ehepaar lebte im Hause Hauptstraße 28 und bekam einen Sohn, Karl Lehmann, geboren am 18. Dezember 1911 in Weinheim. Im Jahre 1915 verlor sie Ehemann und Sohn - Max Lehmann fiel am 6. Juli in Nogent an der Front, Karl Lehmann starb am 17. Dezember 1915 in Weinheim. Am 3. April 1924 heiratete sie in Weinheim den Fellhändler Max Neu. Die zweite Ehe blieb kinderlos. Max Neu zog zu ihr in das Haus Hauptstraße 28. Im Jahre 1929 wurde er alleinigen Inhaber des Familienbetriebs. Am 22. Oktober 1940 wurde das Paar in das Camp de Gurs, ein Konzentrationslager im Südwesten Frankreichs, deportiert. Beide wurden Opfer der Shoah. Hannchen Neu wird in Yad Vashem als „ermordet“ gelistet. Ihr Ehemann kam am 16. Februar 1942 im Camp de Noé ums Leben. |
|              | HIER WOHNTE MAX NEU JG. 1878 DEPORTIERT 1940 GURS — NOÉ TOT 19.2.1942                                                           | Hauptstraße 28                     | Max Neu wurde am 6. Mai 1878 in Weinheim geboren. Seine Eltern waren der Fellhändler Louis (Elieser) Neu (1846–1921) und Sara Josefine, geborene Hirsch (1854–1912). Er hatte vier Geschwister - Hermine Elsa, später verheiratete Gladtke (geboren 1879), Samuel, genannt Sally (geboren 1882) und Meta, später verheiratete Menges (geboren 1884). Am 3. April 1924 heiratete er Hannchen Lehmann, geborene Reinach. Nach der Hochzeit zog er bei ihr im Hause Hauptstraße 28 ein. Er war Lederhändler und führte die 70-jährige Familientradition fort. Am 30. Januar 1929 übernahm er gemeinsam mit seinem Bruder die Firma Louis Neu Inh. Sally und Max Neu, Handel mit Häuten und Fellen in der Mannheimerstraße. Anfang August 1937 zog der Bruder nach Frankfurt/Main. Max Neu war in der Folge, laut Bekanntmachung vom 10. Februar 1938, der alleiniger Inhaber der Firma. Der folgte die Arisierung von Immobilien und Firma. Am 22. Oktober 1940 wurde das Ehepaar Neu in das Camp de Gurs, ein Konzentrationslager im Südwesten Frankreichs, deportiert. Beide wurden Opfer der Shoah. Hannchen Neu wurde an einem unbekannten Ort zu einem unbekannten Zeitpunkt ermordet. Max Neu wurde am 16. Februar 1942 im Camp de Noé ermordet. Seine ältere Schwester, Hermine Gladtke, hatte den „Arier“ Adolf Gladtke geheiratet und war zu ihm nach Oberhausen gezogen. Nachdem dieser im September 1940 starb, erlosch auch der „Schutz“ einer sogenannt privilegierten Mischehe. Die Witwe wurde 1941 in das Ghetto Litzmannstadt deportiert und 1942 im Vernichtungslager Kulmhof ermordet. Die beiden anderen Geschwister konnte überleben. Samuel Neu und seiner Frau Olga Johannette, geborene May, gelang rechtzeitig die Flucht nach Porto Alegre in Brasilien. Auch deren drei Kinder konnten nach Südafrika bzw. nach Brasilien in Sicherheit gebracht werden. Samuel Neu starb 1961 in Brasilien. Die jüngere Schwester, Meta Neu, hatte 1911 Karl Menges aus Wiesloch geheiratet und war zu ihm gezogen. Wie sie das NS-Regime überlebte, ist nicht bekannt. Sie starb am 28. Mai 1975 in Freudenstadt. |
|              | HIER WOHNTE ROSALIE NEU GEB. MEYER JG. 1880 DEPORTIERT 1940 GURS TOT 10.1.1941                                                  | Hauptstraße 96                     | Rosalie Neu, geborene Meyer, wurde am 17. Januar 1880 in Darmstadt geboren. Sie heiratete den aus Lützelsachsen stammenden Kaufmann Moritz Neu (1875–1937) und zog zu ihm nach Weinheim. Recha Heil war ihre Schwägerin. Das Ehepaar bekam zwei Söhne, Siegfried Fritz (geboren 1903) und Artur Neu (geboren 1904). Die Familie wohnte bis Ende September 1940 im Haus Hauptstraße 96. Der ältere Sohn studierte Medizin, er zog im Dezember 1935 nach Pirmasens. Der jüngere Sohn heiratete 1936 Rosalie Neumann. Moritz Neu starb 1937. Am 22. Oktober 1940 wurden Rosalie Neu und ihr jüngerer Sohn Artur in das Camp de Gurs deportiert, ein Konzentrationslager im Südwesten Frankreichs. Rosalie Neu kam dort am 20. Januar 1941 ums Leben. Ihr Sohn Artur wurde ebenfalls vom NS-Regime ermordet, er wurde später für tot erklärt. Der ältere Sohn Siegfried Fritz konnte die Shoah überleben. In England nannte er sich Fred Noy. Er starb 1967. Das Grab von Moritz Neu befindet sich auf dem jüdischen Friedhof in Mannheim. Auf dem Grabstein finden sich Gedenkeinträge für Rosalia Neu und für beide Söhne. |
|              | HIER WOHNTE FRIEDERIKE OPPENHEIMER GEB. LEHMANN JG. 1885 DEPORTIERT 1940 GURS ERMORDET IN AUSCHWITZ                             | Hauptstraße 17                     | Friederike Oppenheimer, geborene Lehmann, wurde am 18. Januar 1885 in Weinheim geboren. Ihre Eltern waren Gabriel Lehmann und Emma, geborene Götter. Am 18. Oktober 1906 heiratete sie den Kaufmann Adolf Oppenheimer, der aus Buchen im Odenwald stammte, und zog zu ihm. Das Ehepaar bekam drei Kinder, Frieda (geboren im Juli 1907), Bernhard (geboren am 26. August 1910) und Ernst (geboren am 16. Mai 1918). Am 2. Juli 1930 heiratete ihre Tochter Frieda Julius Oppenheimer, der 1895 in Reichenbach geboren wurde und der in Viernheim wohnte. Am 2. Mai 1935 flüchtete der jüngere Sohn in die Vereinigten Staaten, am 7. April 1936 auch der ältere. Im April 1939 zog Friederike Oppenheimer mit ihrem Mann nach Weinheim und sie wohnten bei der inzwischen verwitweten Mutter. Adolf Oppenheimer schiffte sich im Mai 1939 auf die „St. Louis“ nach Kuba ein, seine Frau blieb bei ihrer Mutter. Sie wurde am 22. Oktober 1940 zusammen mit ihrer Mutter verhaftet und in das Camp de Gurs im Süden Frankreichs deportiert. Dort wurden sie getrennt. Am 6. August 1942 wurde Friederike Oppenheimer mit dem Convoi No. 17 in das Vernichtungslager Auschwitz deportiert und mit hoher Wahrscheinlichkeit dort vom NS-Regime ermordet. Der Todestag ist unbekannt. In der Nachkriegszeit wurde sie für tot erklärt. Ihre Mutter kam im Januar 1943 in Gurs ums Leben. Adolf Oppenheimer war auf einer Irrfahrt auf der St. Louis, das Schiff bekam weder in Kuba noch in den USA auf Grund der jüdischen Passagiere eine Anlegeerlaubnis. Das Schiff fuhr zurück nach Hamburg, am 17. Juni 1939 konnten die Passagiere in Antwerpen aussteigen. Ein großer Teil kam so wieder in die Hände der Nazis, vor denen sie geflüchtet waren, Vielleicht mit Hilfe seiner Söhne gelang Adolf Oppenheimer doch noch die Flucht in die USA, im Januar 1942 erschien dort von ihm eine Suchanzeige mit einer Adresse in Brooklyn. Auch beide Söhne konnten die Shoah im Exil überleben. |
|              | HIER WOHNTE HENNY OPPENHEIMER JG. 1896 DEPORTIERT 1940 GURS — 1942 AUSCHWITZ ERMORDET                                           | Lindenstraße 16                    | Henny Oppenheimer wurde am 17. August 1896 in Weinheim geboren. Ihre Eltern waren der Holz- und Kohlehändler Louis (Elieser) Oppenheimer (1864–1940) und Ricka, geborene Wolff (1870–1930). Sie hatte drei Geschwister, Elsa Blanka, später verheiratete Sernatinger (1902–1982), Regina (1906–1942) und Walther (1907–1908). Sie wurde von Beruf Büroangestellte. So wie ihre Schwester Regina blieb sie unverheiratet und kinderlos. Sie wohnte von der Geburt zu ihrer Deportation im elterlichen Haushalt in der Lindenstraße 16. Am 22. Oktober 1940 wurden Henny Oppenheimer, ihr Vater und ihre Schwester Regina festgenommen und in das Camp de Gurs deportiert, ein Konzentrationslager am Fuße der Pyrenäen. Dort kam bereits am 30. November 1940 ihr Vater ums Leben. Henny Oppenheimer und ihre Schwester wurden im August 1942 in das Vernichtungslager Auschwitz deportiert und dort ermordet. Einzige Überlebende der Familie war ihre Schwester Elsa Blanka, die von ihrem „arischen“ Ehemann versteckt und gerettet wurde. Adolf Sernatinger hatte einfach das Gartenhäuschen auf dem Berggrundstück unterkellert und zu einem Versteck umgebaut. Den Gerüchten, sie wäre ins Ausland verzogen, widersprach er nicht. Sie starb 1982 in ihrer Geburtsstadt. |
|              | HIER WOHNTE LOUIS OPPENHEIMER JG. 1864 DEPORTIERT 1940 GURS TOT 30.11.1940                                                      | Lindenstraße 16                    | Louis Oppenheimer, eigentlich Elieser Oppenheimer, wurde am 5. Dezember 1864 in Birkenau im Odenwald geboren. Seine Eltern waren Samuel Oppenheimer (1841–1906) und Helene, geborene Löwensberger (1847–1903). Er hatte drei Geschwister, Max (geboren 1878), Arthur (geboren 1880) und Hedwig (geboren 1882). Am 1. September 1895 heiratete er in Griesheim Ricka Wolff (1870–1930). Das Ehepaar bekam vier Kinder: Henny (1896–1942), Elsa Blanka, später verheiratete Sernatinger (1902–1982), Regina (1906–1942) und Walther (1907–1908). Im April 1897 zog die Familie nach Weinheim, wo sie in der Friedrichstraße 16 lebten. Louis Oppenheimer war als Holz- und Kohlehändler tätig, er übernahm auch die Rolle des Vorsitzenden im Gesangverein Liederkranz. Schließlich lebte er als Witwer gemeinsam mit seinen zwei unverheirateten Töchtern. Am 22. Oktober 1940 wurden Louis Oppenheimer und seine Töchter Henny und Regina festgenommen und in das Camp de Gurs deportiert, ein Konzentrationslager am Fuße der Pyrenäen. Louis Oppenheimer verlor dort am 30. November 1940 sein Leben. Die Töchter Henny und Regina wurden im August 1942 in das Vernichtungslager Auschwitz deportiert und dort ermordet. Die Shoah überleben konnte seine Tochter Elsa Blanka, die von ihrem „arischen“ Ehemann in Weinheim versteckt wurde, des Weiteren sein Bruder Max, dessen Frau und deren drei Söhne. Der älteste Neffe Siegfried war bereits im Jahre 1920 in die Schweiz ausgewandert, die anderen Familienmitglieder gelangten in den 1930er Jahren in die Vereinigten Staaten. |
|              | HIER WOHNTE REGINA OPPENHEIMER JG. 1906 DEPORTIERT 1940 GURS — 1942 AUSCHWITZ ERMORDET                                          | Lindenstraße 16                    | Regina Oppenheimer wurde am 20. August 1906 in Weinheim geboren. Ihre Eltern waren der Holz- und Kohlehändler Louis Oppenheimer (1864–1940) und Ricka, geborene Wolff (1870–1930). Sie hatte drei Geschwister, Henny (1896–1942), Elsa Blanka, später verheiratete Sernatinger (1902–1982) und Walther (1907–1908). So wie ihre Schwester Henny blieb sie unverheiratet und kinderlos. Sie wohnte von der Geburt bis zu ihrer Deportation im elterlichen Haushalt in der Lindenstraße 16. Am 22. Oktober 1940 wurden Regina Oppenheimer, ihr Vater und ihre Schwester Henny festgenommen und in das Camp de Gurs deportiert, ein Konzentrationslager am Fuße der Pyrenäen. Dort kam bereits am 30. November 1940 ihr Vater ums Leben. Im August 1942 wurden Henny und Regina Oppenheimer in das Vernichtungslager Auschwitz deportiert und in der Folge dort ermordet. Die Shoah überleben konnte als einziges Familienmitglied ihre Schwester Elsa Blanka, die von ihrem „arischen“ Ehemann versteckt wurde. Sie starb 1982 in ihrer Geburtsstadt. |
|              | HIER WOHNTE SARA OPPENHEIMER JG. 1883 DEPORTIERT 1940 GURS 1942 AUSCHWITZ ERMORDET                                              | Amtsgasse 3                        | Sara Oppenheimer wurde am 7. Juni 1883 in Rohrbach (Büdingen) geboren. Sie hatte zumindest eine Schwester, Karthinka. Sie blieb unverheiratet und wohnte im Hause ihres Schwagers und ihrer Schwester in der Amtsgasse 3 in Weinheim. Am 22. Oktober 1940 wurden Sara Oppenheimer, ihre Schwester und ihr Schwager in das Camp de Gurs deportiert. Dort kam ihr Schwager im März 1941 ums Leben. Sara Oppenheimer selbst wurde 14. August 1942 in das Vernichtungslager Auschwitz deportiert und in der Folge ermordet. Ihre Schwester konnte in die USA flüchten. Schwester, Neffe und Nichte konnten die Shoah im Exil überleben. |
|              | HIER WOHNTE FRIEDRICH RAPP JG. 1888 DEPORTIERT 1940 GURS 1942 AUSCHWITZ ERMORDET                                                | Hauptstraße 63                     | Friedrich Rapp, auch Fritz Rapp, wurde am 6. Juli 1888 in Großumstadt geboren. Sein Vater war Leopold Rapp. Er wurde Kaufmann und diente im 1. Weltkrieg, den Dienst überlebte er als Schwerkriegsbeschädigter. Am 22. Juni 1922 heiratete er Tilli Heil, die aus Weinheim stammte. Das Ehepaar lebte in Weinheim in der Hauptstraße 63, wo sich auch das Textilhaus Isaak Heil befand. Sie bekamen zwei Kinder, Margot Emilie, später verheiratete Seewi (geboren 1926) und Ernst Leopold (geboren 1936 in Mannheim). Die Tochter konnte Im Dezember 1939 mit einem Kindertransport nach Palästina in Sicherheit gebracht werden. FriedrichRapp und seine Frau, der 4-jährige Sohn und die Schwiegermutter wurden von Vertretern des NS-Regimes verhaftet und am 22. Oktober 1940 in das Camp de Gurs im Südwesten Frankreichs deportiert. Dort verlor die Schwiegermutter bereits nach zwei Monaten ihr Leben. Auf Grund der katastrophalen Haftbedingungen erkrankte Ernst Leopold schwer. Er wurde zudem von den Eltern getrennt, die am 10. August 1942 in das Vernichtungslager Auschwitz deportiert wurden. Aus der Krankenstation übernahm ihn das französische Kinderhilfswerk OSE, er kam in ein französisches Waisenheim und - als die Judenjagd auch Kinderheime bedrohte - zu einer französischen Familie. Friedrich Rapp und seine Frau haben die Shoah nicht überlebt. Die Tochter lebte ab dem 18. Lebensjahr in einem Kibbuz, heiratete den aus Berlin stammenden Ingenieur David Seewi und bekam sechs Kinder. 1960 kehrten Margot Seewi und ihr Mann nach Deutschland zurück. Sie starb am 11. November 2012 in Köln. Ernst Leopold Rapp wuchs als junger Franzose auf, wurde aber nach dem Untergang des NS-Regimes von seiner Schwester nach Israel geholt. Er lebte zuletzt in Mexiko. |
|              | HIER WOHNTE TILLI RAPP GEB. HEIL JG. 1902 DEPORTIERT 1940 GURS 1942 AUSCHWITZ ERMORDET                                          | Hauptstraße 63                     | Tilli Rapp, geborene Heil, wurde am 18. April 1902 in Weinheim geboren. Ihre Eltern waren Isaak Heil und Recha, geborene Neu. Sie wohnte bis 1. Oktober 1906 im Haus Hauptstraße 51, danach bis zu ihrer Deportation im Haus Hauptstraße 63. Am 22. Juni 1922 heiratete sie in Weinheim Friedrich Rapp. Das Paar bekam zwei Kinder, Margot Emilie, später verheiratete Seewi (geboren am 6. Mai 1926) und Ernst Leopold (geboren am 2. Mai 1936 in Mannheim). Die Tochter konnte Im Dezember 1939 mit einem Kindertransport nach Palästina in Sicherheit gebracht werden. Tilli Rapp, ihr Mann, der 4-jährige Sohn und ihre Mutter wurden von Vertretern des NS-Regimes verhaftet und am 22. Oktober 1940 in das Camp de Gurs im Südwesten Frankreichs deportiert. Dort verlor ihre Mutter bereits nach zwei Monaten ihr Leben. Auf Grund der katastrophalen Haftbedingungen erkrankte Ernst Leopold schwer und er wurde von den Eltern getrennt, die am 10. August 1942 in das Vernichtungslager Auschwitz deportiert. Aus der Krankenstation übernahm ihn das französische Kinderhilfswerk OSE, er kam in ein französisches Waisenheim und - als die Judenjagd auch Kinderheime bedrohte - zu einer französischen Familie. Tilli Rapp und ihr Mann wurden in Auschwitz ermordet. Die Tochter Margot Rapp ging mit 18 Jahren in einen Kibbuz, heiratete den aus Berlin stammenden Ingenieur David Seewi und bekam sechs Kinder. 1960 kehrten sie und ihr Mann nach Deutschland zurück. Sie starb am 11. November 2012 in Köln. Ernst Leopold Rapp wuchs als Franzose auf, wurde aber nach dem Untergang des NS-Regimes von seiner Schwester nach Israel geholt. Er lebte zuletzt in Mexiko. |
|              | HIER WOHNTE HEINRICH ROSENBERG JG. 1878 DEPORTIERT 1940 GURS TOT 22.2.1942                                                      | Friedrichstraße 5                  | Heinrich Rosenberg wurde am 14. Februar 1878 in Neudenau, Kreis Mosbach, geboren. Er wurde Kaufmann und heiratete am 2. August 1909 in Buttenhausen Selma Levi. Das Paar bekam eine Tochter, Lina, geboren am 4. September 1910 in Neudenau. Im April 1939 zog die Familie nach Weinheim und bezog in der Friedrichstraße 5 eine Wohnung. Am 22. Oktober 1940 wurden Heinrich Rosenberg und seine Frau festgenommen und in das Camp de Gurs deportiert, ein Konzentrationslager am Fuße der Pyrenäen. Heinrich Rosenberg kam am 22. Februar 1942 in Gurs ums Leben. Seine Ehefrau wurde am 10. August 1942 nach Auschwitz deportiert und in der Folge vom NS-Regime ermordet. Seine Tochter arbeitete als Hausgehilfin, sie lebte in Heilbronn-Sontheim bzw. in Buttenhausen. Sie wurde am 22. August 1942 in das Konzentrationslager Theresienstadt deportiert, wo sie umkam. |
|              | HIER WOHNTE SELMA ROSENBERG GEB. LEVI JG. 1883 DEPORTIERT 1940 GURS 1942 AUSCHWITZ ERMORDET                                     | Friedrichstraße 5                  | Selma Rosenberg, geborene Levi, wurde am 22. März 1883 in Buttenhausen, Kreis Münzingen, geboren. Am 2. August 1909 heiratete sie in ihrem Geburtsort den Kaufmann Heinrich Rosenberg aus Neudenau im Kreis Mosbach. Das Paar hatte eine Tochter, Lina. Ab April 1939 wohnte die Familie in der Friedrichstraße 5 in Weinheim. Am 22. Oktober 1940 wurden Selma Rosenberg und ihr Ehemann festgenommen und in das Camp de Gurs deportiert, ein Konzentrationslager am Fuße der Pyrenäen. Ihr Ehemann kam dort am 22. Februar 1942 ums Leben. Selma Rosenberg wurde am 10. August 1942 nach Auschwitz deportiert und in der Folge vom NS-Regime ermordet. Ihre Tochter, die in Buttenhausen lebte, wurde im August 1942 in das Konzentrationslager Theresienstadt deportiert und in der Folge vom NS-Regime ermordet. |
|              | HIER WOHNTE BERTA ROSENFELD JG. 1876 DEPORTIERT 1940 GURS ?                                                                     | Hauptstraße 143                    | Berta Rosenfeld wurde am 11. März 1876 in Weinheim geboren. Ihre Eltern waren Moritz Rosenfeld (1842–1918) und Karolina, geborene Oppenheimer (1840–1917). Sie hatte einen Bruder, den am 27. Juni 1878 geborenen Leopold. Rosenfeld wurde Damenschneiderin, blieb unverheiratet und kinderlos. Bis August 1906 wohnte sie in der Hauptstraße 143, danach etwas mehr als fünf Jahre am Katzenlauf 2 und ab November 1911 in der Hauptstraße 167. Am 22. Oktober 1940 wurde sie festgenommen und in das Camp de Gurs deportiert. Berta Rosenfeld kam dort mutmaßlich ums Leben. |
|              | HIER WOHNTE FERDINAND STIEFEL JG. 1878 DEPORTIERT 1940 GURS TOT 1.3.1941                                                        | Amtsgasse 3                        | Ferdinand Stiefel wurde am 1. März 1878 in Birklar im Kreis Gießen geboren. Seine Eltern waren Nathan und Julia Stiefel, die aus Rohrbach, heute Stadtteil von Büdingen, stammten. Er wurde Textilkaufmann und zog am 1. Oktober 1906 nach Weinheim. Am 30. April 1907 heiratete Ferdinand Stiefel die aus Rohrbach stammende Kathinka Oppenheimer. Das Paar wohnte in der Hauptstraße 110 und bekam zwei Kinder - Herbert Stiefel (geboren am 13. Januar 1909) und Elsa Julie (geboren am 18. April 1915). Am 6. Juli 1927 zog die Familie in das Haus Amtsgasse 3, wo Ferdinand Stiefel ein Geschäft für Herren- und Knabenbekleidung führte. Seine Tochter Elsa heiratete einen Mann namens Sulzberger und emigrierte 1935 nach Amsterdam, später in die USA. Am 19. Oktober 1939 konnte auch der Sohn in die Vereinigten Staaten flüchten. Am 22. Oktober 1940 wurden Ferdinand Stiefel, seine Ehefrau und seine Schwägerin Sara Oppenheimer verhaftet und in das Camp de Gurs deportiert. Ferdinand Stiefel kam dort am 1. März 1941 ums Leben. Seine Schwägerin wurde nach Auschwitz deportiert und dort ermordet. Seine Frau kam frei und konnte 1942 in die USA flüchten. Sie und die Kinder überlebten die Shoah im Exil. |
|              | HIER WOHNTE CILLY WEINHEIM JG. 1888 DEPORTIERT 1940 GURS ERMORDET IN AUSCHWITZ                                                  | Wintergasse 59/61 Lützelsachsen    | Cilly Vollweiler wurde am 1. Mai 1888 in Berwangen geboren. Sie war Haushälterin bei der Familie Benjamin und lebte in deren Haus in der Wintergasse 59/61 in Lützelsachsen. Sie war unverheiratet. Am 22. Oktober 1940 wurden sie gemeinsam mit Beni und Max Benjamin festgenommen und in das Camp de Gurs deportiert, ein Konzentrationslager am Fuße der Pyrenäen. Beni und Max Benjamin verloren dort nach wenigen Wochen ihr Leben. Am 11. August 1942 wurde Cilly Vollweiler von in das Vernichtungslager Auschwitz deportiert und in der Folge vom NS-Regime im Zuge der Shoah ermordet. |
|              | HIER WOHNTE CLEMENTINE WEIL GEB. LEDERER JG. 1887 DEPORTIERT 1940 GURS — NOÉ TOT 13.4.1943                                      | Hauptstraße 28                     | Clementine Weil, geborene Lederer, wurde am 1. Dezember 1887 in Diersburg geboren. Am 17. August 1932 heiratete sie den Kaufmann Heinrich Weil und zog zu ihm nach Lützelsachsen. Die Ehe blieb kinderlos. Ihr Mann war Witwer und hatte aus erster Ehe einen Sohn, Alfred (geboren 1916). Am 6. Juli 1939 zog das Ehepaar nach Weinheim, wo sie in der Hauptstraße 28 wohnten. Am 22. Oktober 1940 wurden Clementine und Heinrich Weil in das Camp de Gurs deportiert, ein Konzentrationslager im Südwesten Frankreichs. Beide wurden Opfer der Shoah. Clementine Weil kam am 13. April 1943 im Camp de Noé ums Leben, Heinrich Weil am 7. März 1942 im Camp de Récébédou. Der Stiefsohn konnte im amerikanischen Exil überleben. |
|              | HIER WOHNTE HEINRICH WEIL JG. 1875 DEPORTIERT 1940 GURS — RÉCÉBÉDOU TOT 7.3.1942                                                | Hauptstraße 28                     | Heinrich Weil wurde am 11. November 1875 in Bühl im Landkreis Rastatt geboren. Seine Eltern waren Aron Weil und Adele, geborene Leichtenauer. Er wurde Kaufmann, ließ sich in Lützelsachsen nieder und heiratete am 12. März 1914 Johanna Kaufmann, genannt Hindele. Das Paar bekam einen Sohn, Alfred, der am 8. Dezember 1916 zur Welt kam. Seine Frau verstarb am 5. Dezember 1932. Knapp zwei Jahre später, am 17. August 1932, heiratete er die aus Diersburg stammende Clementine Lederer. Die zweite Ehe blieb kinderlos. Am 6. Juli 1939 zog Heinrich Weil mit seiner Frau nach Weinheim, wo sie in der Hauptstraße 28 wohnten. Am 22. Oktober 1940 wurde das Ehepaar in das Camp de Gurs deportiert, ein Konzentrationslager am Fuße der Pyrenäen. Heinrich Weil wurde in der Folge in das Camp de Récébédou überstellt, im Süden von Toulouse gelegen, wo er am 7. März 1942 zu Tode kam. Seine zweite Frau kam am 13. April 1943 im Camp de Noé ums Leben. Sein Sohn, ebenfalls Kaufmann, lebte bis 1935 in Lützelsachsen. Ihm gelang die Flucht in die Vereinigten Staaten, wo er die Shoah überleben konnte. Er starb in Amerika. |
|              | HIER WOHNTE SOFIE WETTERHAHN GEB. HERZFELD JG. 1876 DEPORTIERT 1940 GURS ?                                                      | Hauptstraße 69                     | Sofie Wetterhahn, geborene Herzfeld, wurde am 19. November 1876 in Höchst geboren. Am 1. August 1900 heiratete sie den Textilkaufmann Josef Wetterhahn (1871–1937), der aus Rimbach stammte. Tags darauf ließ sich das Ehepaar in Weinheim in der Hauptstraße 68. Im Jahr 1902 kam Sohn Lothar zur Welt, 1904 Tochter Erna. Der Sohn hat große Teile von Kindheit und Jugend in Frankfurt/Main verbracht. Er stieg auch in das Textilgeschäft ein und betrieb bis 1934 in Frankfurt eine Damenkleiderfabrik. Nach dem Tod ihres Mannes, er starb am 18. Januar 1937, übernahm Sofie Wetterhahn das Herrenartikelgeschäft, welches sich in ihrem Wohnhaus befand. Sie musste den Betrieb aber wegen der antisemitischen Propaganda bereits am 3. Juli 1938 wieder aufgeben. Tags darauf flüchtete ihre Tochter, verheiratete Sax, in die Vereinigten Staaten. Im Mai 1939 konnte sich auch ihr Sohn in die USA retten. Für die Witwe folgten Arisierung, Deportation und Tod. Sie wurde am 22. Oktober 1940 in das Camp de Gurs am Fuße der Pyrenäen deportiert. Danach verliert sich ihre Spur. Im Gedenkbuch – Opfer der Verfolgung der Juden unter der nationalsozialistischen Gewaltherrschaft 1933–1945 ist sie als „ermordet“ gelistet. |

## Verlegedaten
- 4. Mai 2007: Hauptstraße 17, Mühlweg 12, Weinheimer Straße 25, Wintergasse 59/61
- 22. Oktober 2016: Ecke Lindenstraße/Hauptstraße (Verlegung durch den Künstler Gunter Demnig)